# Limerodops subsericans
Limerodops subsericans là một loài tò vò trong họ Ichneumonidae.